# Sojuz MS-17
Sojuz MS-17 (ryska: Союз МС-17) är en flygning i det ryska rymdprogrammet, till Internationella rymdstationen (ISS). Farkosten sköts upp med en Sojuz-2.1a-raket, från Kosmodromen i Bajkonur, den 14 oktober 2020. Några timmar efter uppskjutningen dockade farkosten med rymdstationen.
Flygningen transporterade Sergej Ruzikov, Sergej Kud-Svertjkov och Kathleen Rubins till rymdstationen.
Den 19 mars 2021 flyttade man farkosten från Rassvet till Pojsk modulen.
Farkosten lämnade rymdstationen den 17 april 2021. Några timmar senare återinträdde den i jordens atmosfär och landade i Kazakstan.

## Besättning
| Befälhavare    | Sergej Ruzikov, RSA Hans andra rymdfärd Expedition 63 / 64        |
| Flygingenjör 1 | Sergej Kud-Svertjkov, RSA Hans första rymdfärd Expedition 63 / 64 |
| Flygingenjör 2 | Kathleen Rubins, NASA Hennes andra rymdfärd Expedition 63 / 64    |

## Reservbesättning
| Befälhavare    | Oleg Novitskij, RSA |
| Flygingenjör 1 | Pyotr Dubrov        |
| Flygingenjör 2 | Mark T. Vande Hei   |